# Amolops caelumnoctis
Amolops caelumnoctis är en groddjursart som beskrevs av Rao och Wilkinson 2007. Amolops caelumnoctis ingår i släktet Amolops och familjen egentliga grodor. IUCN kategoriserar arten globalt som otillräckligt studerad. Inga underarter finns listade i Catalogue of Life.